# Himedzsi várkastély
A himedzsi várkastély (japánul: 姫 路 城, Himedzsidzsó, Hepburn-átírással: Himejijō, Himeji-jō) Japán (többek szerint az egész világ) legszebb és legerősebb várkastélya. Messziről fehérlő falai után (melyek speciális, éghetetlen fehér agyaggal vannak tapasztva) kapta a 'Fehér Kócsag' (Siraszagi) becenevet. A 14. századi alapokra Tojotomi Hidejosi 1580-ban 30 fiatornyot emelt, amelyeket a vár későbbi ura, Tokugava Iejaszu veje, Ikeda Terumasza megtoldott még 20-szal – fölöslegesen, mert végül is sohasem érte támadás. Öregtornya (mely kívülről öt-, de belülről hétszintes) három másik toronnyal van összekötve, belső udvarát három külső veszi körbe. Az Oszakától délnyugatra, Kinki régióban levő Himedzsi városát a második világháborúban szinte teljesen lebombázták, de a várkastély épen maradt. Számtalan legenda fűződik hozzá, az egyik szerint a várkútból minden éjjel hallani annak a szolgálónak a hangját, akit egy tál összetörése miatt belevetettek: azóta is ura edényeit számlálgatja keservesen sóhajtozva. A várkastélyt 1993-ban az elsők között választották be a világörökség japán helyszínei közé.

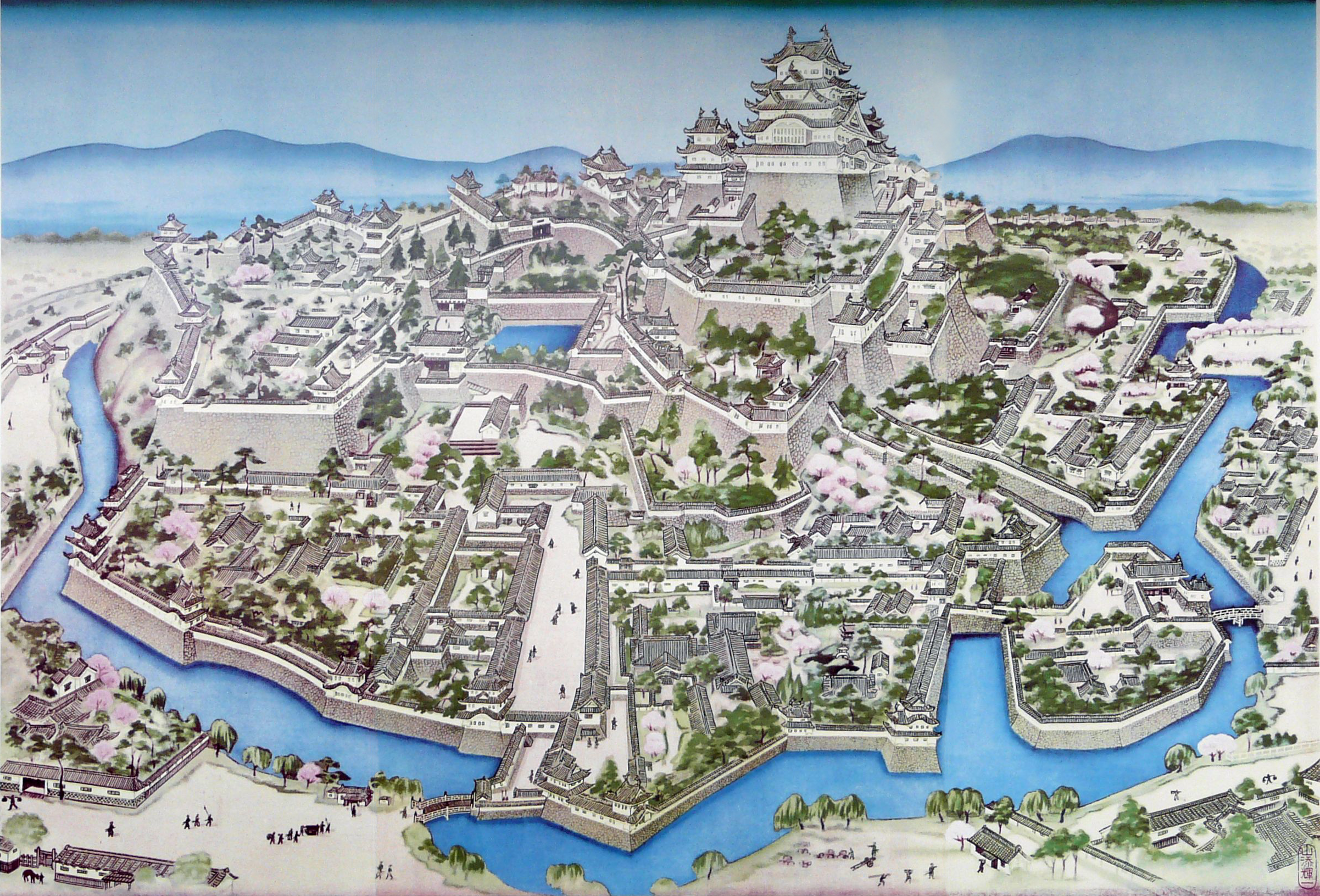
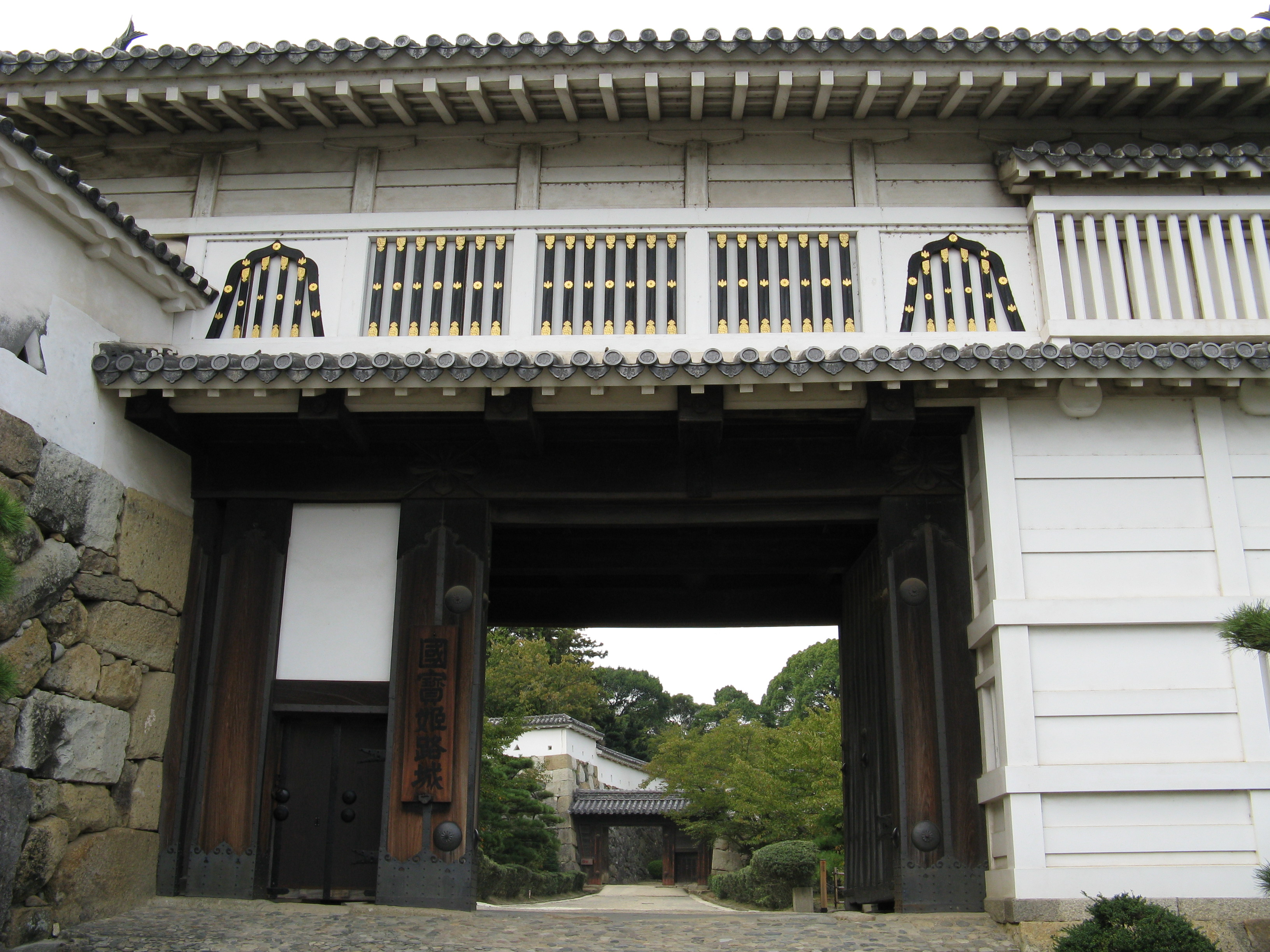
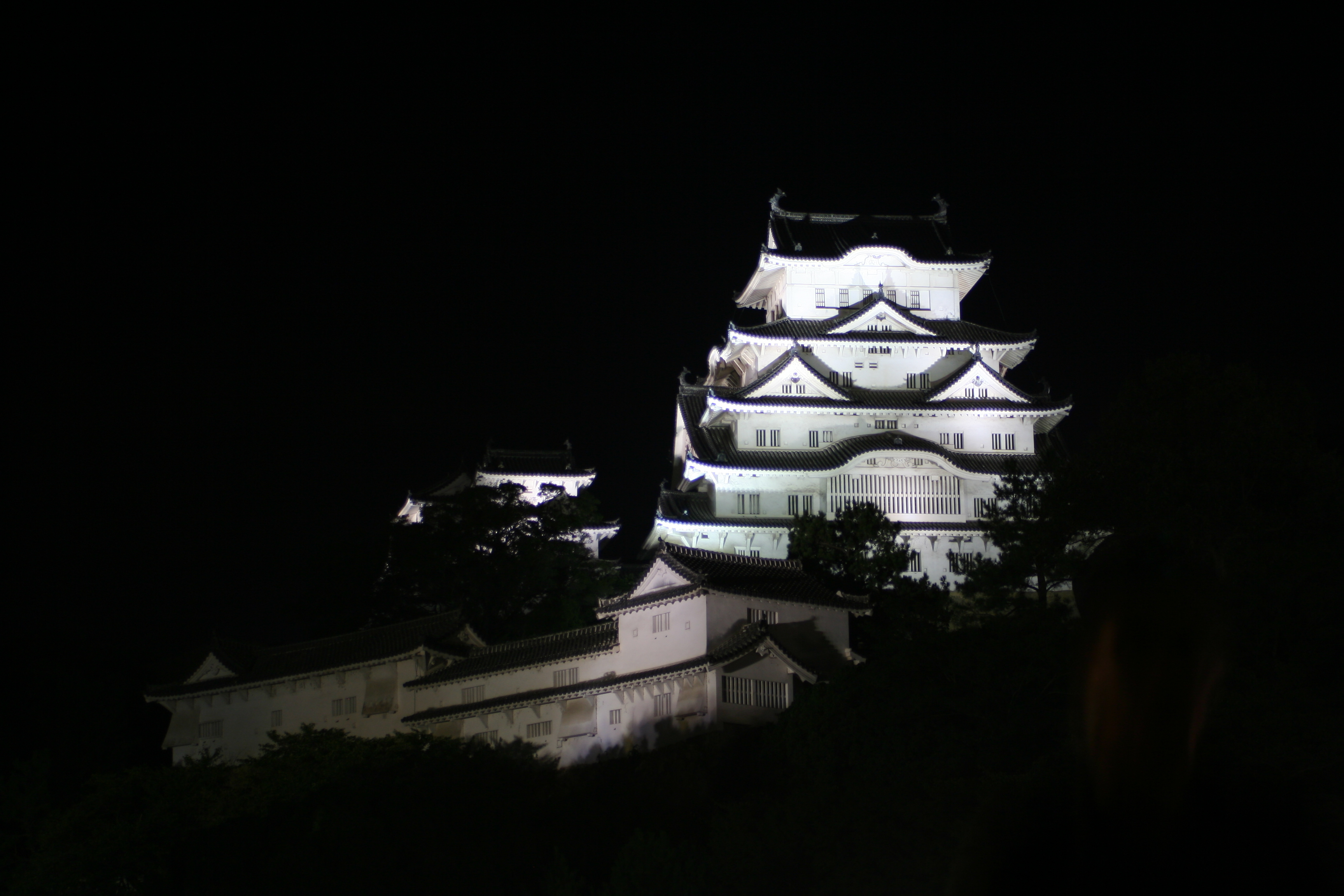
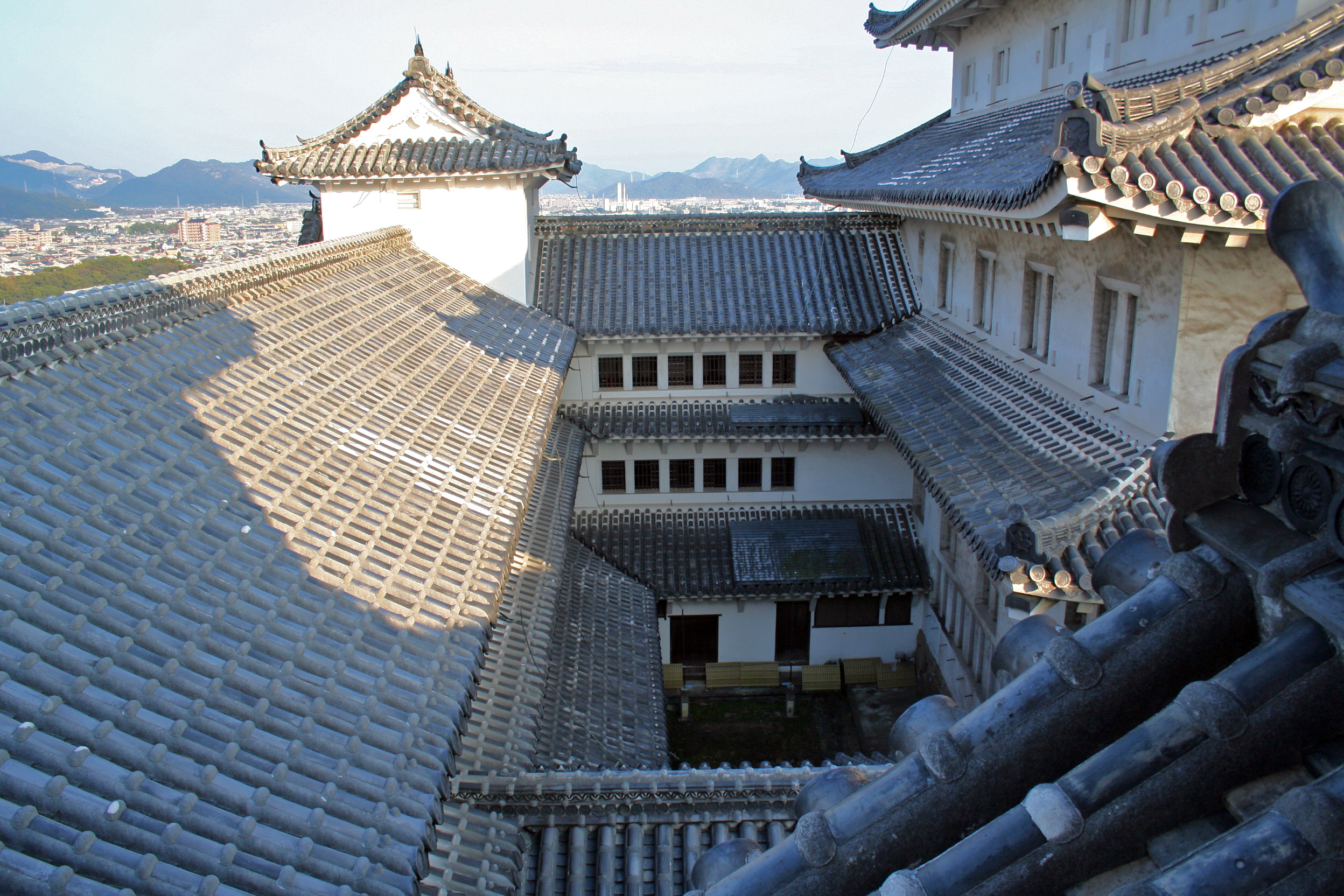
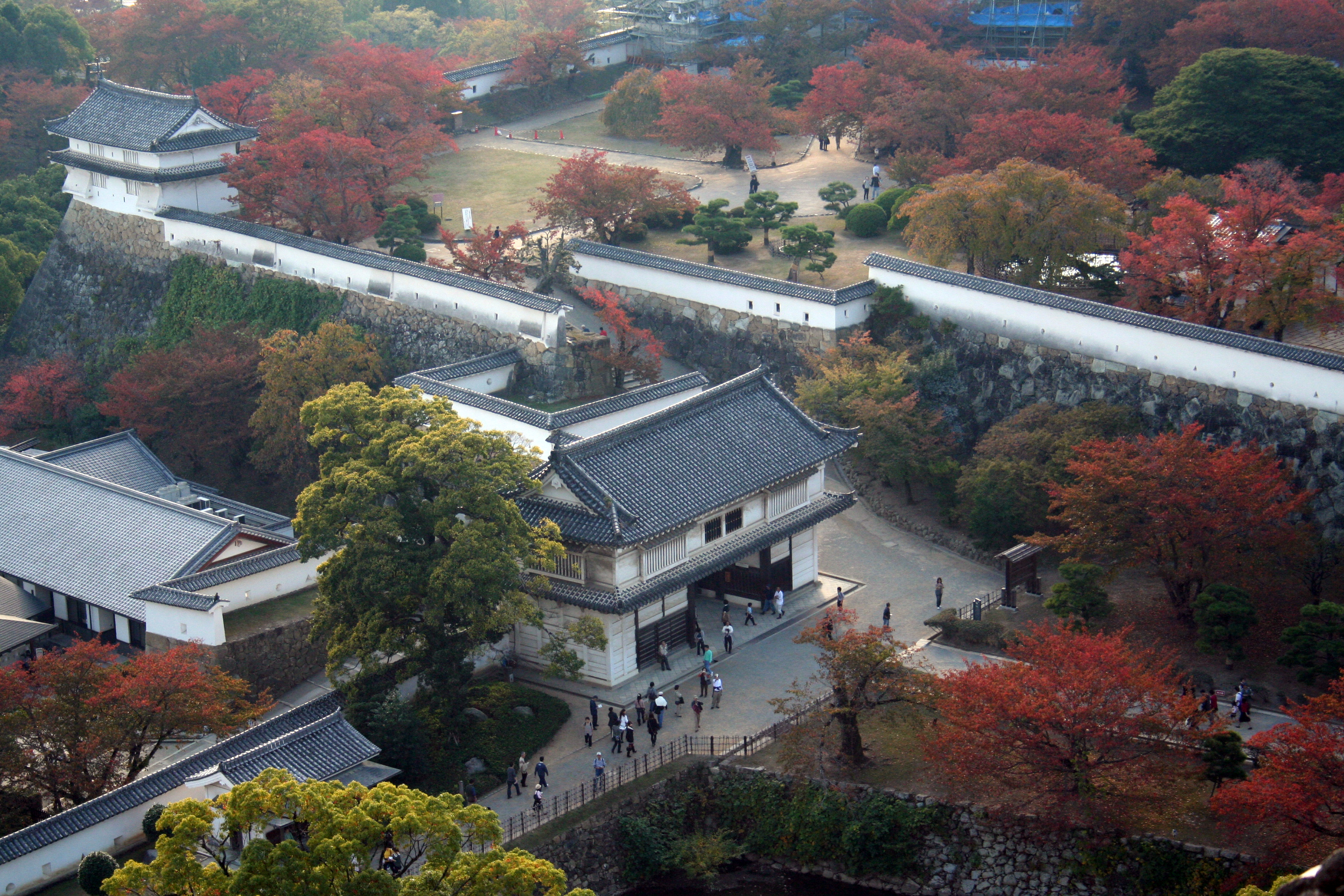
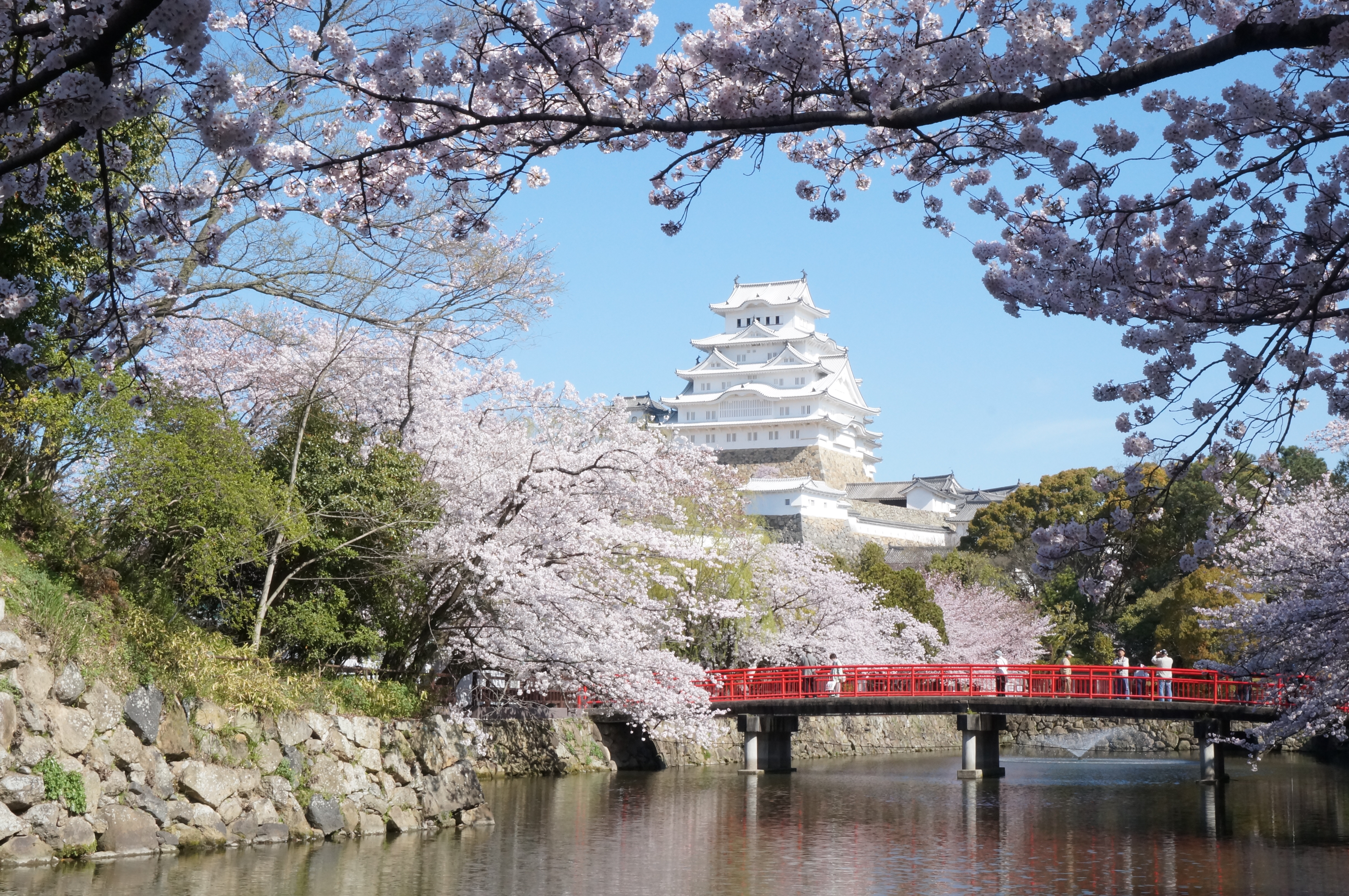